# 尼古拉斯·韦德
尼古拉斯·韦德（英語：Nicholas Michael Landon Wade，1942年5月17日—）是一位英国作家和记者，曾任《自然》、《科学》等杂志以及《纽约时报》科学版面的专栏作家和编辑，主要作品有《背叛真理的人们：科学殿堂中的弄虚作假》（Betrayers of the Truth: Fraud and Deceit in the Halls of Science，与威廉·布罗德合著，1982年）、《天生的烦恼：基因、种族与人类历史》（A Troublesome Inheritance: Genes, Race and Human History，2014年）等。